# Rfam
Az Rfam nem kódoló RNS- (ncRNS-) családokról és más strukturált RNS-ekről szóló információt tartalmazó adatbázis. Jelölt, nyílt hozzáférésű adatbázis, melyet a Wellcome Trust Sanger Institute fejlesztett a Janelia Farmmal együttműködve, és jelenleg a European Bioinformatics Institute működteti. Az Rfam a fehérjecsaládokat leíró Pfamhez hasonlóan működik.
A fehérjékkel szemben az ncRNS-ek másodlagos szerkezete hasonló lehet elsődleges szerkezetükben lévő jelentős hasonlóság nélkül. Az Rfam az ncRNS-eket közös ősük alapján sorolja be. E családok többszekvenciás rendezése (MSA) lehetővé teszi a szerkezetük és működésük megismerését, hasonlóan a fehérjecsaládokhoz. Ezen MSA-k hasznos lehet a másodlagos szerkezetről szóló információ hozzáadásával.

## Használata
Az Rfam számos célra használható. Minden ncRNS-család esetén lehetővé teszi a szekvenciahasonlóságok megtekintését és letöltését, a jelölések olvasását és a családtagok eloszlását fajokban. Ezenkívül irodalmi forrásokra és más RNS-adatbázisokra is vannak linkek. Az Rfam ezenkívül hivatkozásokat is biztosít a Wikipédia számára, lehetővé téve a bejegyzések felhasználók általi létrehozását vagy szerkesztését.
Az Rfam felülete lehetővé teszi ncRNS-ek kulcsszó, családnév, genom, ncRNS-szekvencia vagy EMBL-hozzáférésiszám szerinti keresését. Az adatbázis-információ továbbá használható INFERNAL szoftvercsomaggal. Az INFERNAL továbbá használható az Rfammel szekvenciák vagy teljes genomok ismert ncRNS-ekkel való homológjainak keresésére.

## Módszerek

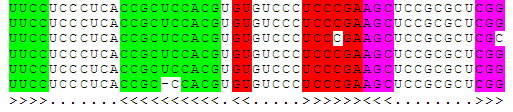
Elméleti ncRNS-egyeztetés 6 fajból. A másodlagosszerkezet-bázispárok blokkokban színezve, és a másodlagos szerkezet konszenzusszakaszában (alul) találhatók a < és > szimbólumok közt.

Az adatbázisban az elsődleges szekvencia és másodlagos szerkezet MSA által képviselt információi a profilok sztochasztikus kontextusmentes nyelvtanaival (SCFG), más néven kovarianciamodellekkel együtt van jelen. Ezek a Pfamben használt fehérjecsalád-jelölés rejtett Markov-modelljeinek analógjai. Az adatbázis családjait két többszekvenciás egyezés képviseli Stockholm-formátumban és egy SCFG.
Az első MSA a „mag”. Ez kézzel ellenőrzött, az ncRNS-család képviselőit szerkezeti információval együtt tartalmazó MSA. Ezt használják fel SCFG létrehozására, melyet az INFERNAL a további családtagok azonosítására és hozzáadására használ. A hamis pozitívok elkerüléséhez családspecifikus küszöbérték használatos.
A 12. verzióig az Rfam BLAST szűrőlépést használt, mivel a profil-SCFG-k túl számításigényesek voltak. Azonban a későbbi INFERNAL-verziók elég gyorsak, így a BLAST-lépés nem szükséges.
A második MSA a „teljes” elrendezés, és a szekvencia-adatbázis kovarianciamodelles keresésével jön létre. Minden észlelt homológot a modellhez rendeznek az automatikusan előállított teljes elrendezést adva.

## Története
Az Rfam 1.0 2003-ban jelent meg, és 25 ncRNS-csaláot és 50 000 ncRNS-gént tartalmazott. 2005-ben jelent meg a 379 családban több mint 280 000 gént tartalmazó Rfam 6.1. A 2012 augusztusában megjelent Rfam 11.0 2208, a 2022 novemberében megjelent 14.9 4108 családot tartalmaz.

### Fő kiadások és publikációk
- 2003 - Rfam: an RNA family database.[1]
- 2005 - Rfam: annotating non-coding RNAs in complete genomes.[2]
- 2008 - The RNA WikiProject: community annotation of RNA families.[6]
- 2008 - Rfam: updates to the RNA families database.[3]
- 2011 - Rfam: Wikipedia, clans and the “decimal” release.[4]
- 2012 - Rfam 11.0: 10 years of RNA families.[12]
- 2014 - Rfam 12.0: updates to the RNA families database.[3]
- 2017 - Rfam 13.0: shifting to a genome-centric resource for non-coding RNA families.[13]
- 2020 - Rfam 14: expanded coverage of metagenomic, viral and microRNA families.[14]

### Rfamet használó szoftverek
A miRNS-leíró adatbázis 2004-ben jelent meg. Ez ViennaRNA-t használ a miRNS-ek bázispárosodásának előrejelzésére.
A miRBase 2002-ben jelent meg, célja a miRNS és az NGS ismeretének alkalmazása a miRNS-ek stabil, konzisztens elnevezéséhez. A 21. kiadás (2014) 28 645 prekurzor miRNS-t és 35 828 termék miRNS-t tartalmaz 223 fajból.
Az RNAiFold egyéni és Rfam-alapú RNS-ek tervezését teszi lehetővé. Az RNAiFold 1.0 2013-ban, a 2.0 2015-ben jelent meg, a 3.0 2016 januárjában, a 3.1 2016 márciusában.

## Problémák
1. A magasabb szintű eukarióták számos ncRNS-ből származó pszeudogént és ismétlődést tartalmaznak. E nem működő anyagok megkülönböztetése a működő ncRNS-től nehéz.[2]
2. A kovarianciamodellek nem modelleznek intronokat.

## Fordítás
Ez a szócikk részben vagy egészben  a   Rfam című angol Wikipédia-szócikk ezen változatának fordításán alapul.  Az eredeti cikk szerkesztőit annak laptörténete sorolja fel. Ez a jelzés csupán a megfogalmazás eredetét és a szerzői jogokat jelzi, nem szolgál a cikkben szereplő információk forrásmegjelöléseként.